# Mèo Xiêm
Mèo Xiêm là một trong những loài mèo đầu tiên của mèo lông ngắn phương Đông được công nhận. Nguồn gốc của mèo Xiêm cho đến nay vẫn chưa được rõ ràng, nhưng Thái Lan được tin rằng là nơi xuất xứ của nó. Ở Thái Lan - nơi mèo Xiêm là một trong những nòi mèo bản xứ - nó được người dân Thái gọi là Wichian Mat (วิเชียรมาศ, có nghĩa là "kim cương mặt trăng"). Trong thế kỷ 20 mèo Xiêm là một trong những nòi mèo phổ biến nhất ở châu Âu và Bắc Mỹ.

## Lịch sử
Giống mèo Xiêm, đặc trưng bởi màu lông của nó, là một trong những nòi mèo ở Xiêm La và Thái Lan được miêu tả trong một tác phẩm văn học mang tên "những bài thơ Mèo" (Tamra Maew) xuất hiện trong khoảng từ thế kỷ thứ 14 đến 18.
Thông thường các ý kiến cho rằng mèo Xiêm lần đầu tiên xuất hiện ở bên ngoài châu Á vào năm 1884 khi Tổng lãnh sự Anh ở Băng Cốc, Edward Blencowe Gould (1847–1916), mang một cặp mèo Xiêm giống (tên là Pho và Mia) từ Thái về Anh làm quà tặng cho em gái mình, Lilian Jane Veley (về sau Veley trở thành đồng sáng lập câu lạc bộ mèo Xiêm vào năm 1901). Tuy nhiên, ngay từ 6 năm trước đó (1878) Tổng thống Hoa Kỳ Rutherford B. Hayes đã nhận được một chú "mèo Xiêm" - món quà của Lãnh sự quán Hoa Kỳ tại Băng Cốc dành tặng cho Tổng thống - và đây cũng chính là chú mèo Xiêm đầu tiên được ghi nhận là đã đặt chân đến Hoa Kỳ.
Năm 1885, cặp mèo Pho-Mia của Veley đã sinh ra 3 chú mèo Xiêm con, chúng được đặt tên là Duen Ngai, Kalohom và Khromata. Gia đình mèo đã được trình làng thiên hạ trong buổi triển lãm tại Cung Pha Lê; lúc đó hình dáng và tính nết đặc trưng của chúng đã gây một ấn tượng sâu sắc với người tham dự. Tuy nhiên không lâu sau đó cả ba chú mèo con đều chết yểu. Hiện không có tài liệu nào ghi nhận về nguyên nhân gây ra cái chết của chúng.
Đến năm 1886, một cặp mèo Xiêm cùng con cái của chúng được quý bà Vyvyan và người chị em của mình du nhập vào Anh. So với mèo lông ngắn Anh và mèo Ba Tư (hai giống mèo phổ biến ở Anh]], mèo Xiêm có cơ thể dài hơn và thanh mảnh hơn, đầu ít tròn hơn với mõm hình tam giác nhọn và tai lớn. Những sự khác biệt này cùng màu lông đặc trưng - vốn chưa từng được thấy ở Âu Mỹ - đã gây sốc cho người xem: một người chứng kiến thời đó đã miêu tả chúng là "cơn ác mộng trái tự nhiên của loài mèo". Tuy nhiên, mèo Xiêm cũng đã nhanh chóng giành được một số người hâm mộ cuồng nhiệt và trong vòng vài năm tới đó, những người hâm mộ này đã nhập vào Anh một lương nhỏ cá thể mèo và từ đó hình thành nên cơ sở cho việc gây giống mèo Xiêm trên toàn thể nước Anh. Người ta tin rằng phần lớn số mèo Xiêm ở Anh hiện nay là con cháu của 11 trong số những cá thể mèo Xiêm nhập khẩu đầu tiên. Một số nguồn khác cho rằng, người anh em của Edward Blencowe Gould là Owen Nutcombe Gould (1857–1929) mới thật sự là viên Tổng lãnh sự ở Băng Cốc, tuy nhiên vào năm 1884 Owen còn quá trẻ để làm Tổng lãnh sự (mới 27 tuổi) và chưa bằng chứng nào xác nhận rằng ông ở Băng Cốc vào thời điểm đó. Quay trở về vấn đề mèo Xiêm, vào thời gian đầu ở Anh chúng được thiên hạ đặt cho cái tên "mèo Vương gia ở Xiêm" vì các báo cáo cho biết rằng trước đó chỉ có gia đình vua chúa của Xiêm La mới nuôi giống mèo này. Tuy nhiên các nghiên cứu về sau chưa cho thấy bất kỳ bằng chứng nào về sự tồn tại của một chương trình gây giống có tổ chức trong Vương gia Xiêm.
Giống mèo Xiêm nguyên thủy lúc mới nhập vào Anh - giống như hậu duệ của chúng ở quê hương Thái Lan hiện nay - có kích thước trung bình, thân hình dài, cơ bắp vạm vỡ, dáng vẻ thanh nhã và có mõm hình tam giác hơi nhọn cùng với đôi tai khá lớn so với kích thước đầu. Hình thể của chúng dao động từ mức tương đối vạm vỡ tới tương đối mảnh khảnh, nhưng không quá vạm vỡ cũng như quá mảnh khảnh.

### Thời gian gần đây

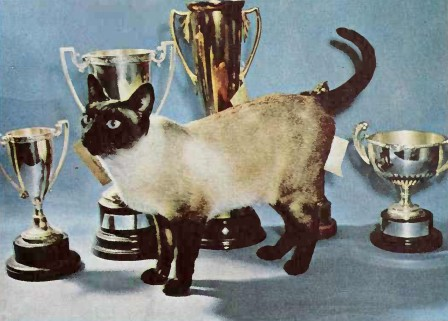
Trong khi chú mèo Xiêm trong cuộc thi năm 1960 này vẫn chỉ có các tính trạng ở mức độ vừa phải, tiêu chuẩn cho nòi mèo Xiêm hiện đại dần dần được xác định là phải có cơ thể dài, mảnh dẻ, thanh nhã; đầu dài và thon hình búp măng với những đường thẳng kéo dài từ tai tới chiếc mõm nhọn; đôi tai phải có kích thước lớn, nhọn và gốc tai rộng; đuôi phải dài và thon.

Trong thập niên 1950 và 1960, nòi mèo Xiêm đã càng ngày trở nên thông dụng hơn và nhiều người nuôi mèo cũng bắt đầu ưa thích các cá thể có dáng người thanh mảnh hơn. Sau một quá trình chọn lọc nhân tạo, một kiểu mèo Xiêm mới ra đời với thân hình dài hơn, đầu nhọn hẹp và xương nhỏ; cuối cùng nòi mèo Xiêm hiện tại đã trở nên cực kì dài với thân hình ống và thon thả, ít mỡ; chân thon; đuôi rất thon và dài, nhọn dần về phía chót đuôi và đầu dài, rất nhọn với tai cực lớn. Còn thiểu số những người trung thành với kiểu mèo truyền thống thì nhận ra rằng kiểu mèo ưa thích của họ đã không còn khả năng cạnh tranh trên "miêu trường".
Vào giữa thập niên 1980, những chú mèo có ngoại hình "nguyên thủy" dần dần biến mất khỏi các buổi trình diễn mèo; tuy nhiên một số người nuôi mèo - nhất là ở Anh - vẫn tiếp tục kiên trì gây dựng nhánh mèo này. Điều này dẫn đến việc hình thành hai nhánh mèo Xiêm riêng biệt: nhánh mèo "biểu diễn" "hiện đại" và nhánh vào "truyền thống". Cả hai đều bắt nguồn từ một tổ tiên xa xôi nhưng không có tổ tiên chung gần gũi. Từ cuối thập niên 1980, những người trung thành với nhánh mèo truyền thống đã tập hợp lại với nhau trong một nỗ lực nhằm bảo tồn kiểu mèo Xiêm này khỏi bị "tuyệt chủng" và giới thiệu, tuyên truyền trước công chúng về lịch sử của nòi mèo Xiêm cũng như cung cấp các thông tin về nơi mua các cá thể mèo "kiểu cũ". Một vài hội đoàn khác nhau đã được thành lập trong cộng đồng này với các tiêu chuẩn cũng không giống nhau (tỉ như liệu chăng khi đăng ký mèo cần phải nộp các tài liệu bằng chứng về tổ tiên lấy từ các tổ chức đăng ký được công nhận trên phạm vi quốc tế). Sự khác nhau này đã khiến cho kiểu mèo truyền thống có nhiều tên gọi khác nhau: "mèo Xiêm truyền thống", "mèo Xiêm kiểu cũ", "mèo Xiêm cổ điển" và thậm chí là "mèo đầu táo" (applehead, thật ra ban đầu cái tên này được những người nuôi mèo Xiêm "kiểu mới" đặt ra nhằm trêu chọc, mỉa mai nhánh mèo Xiêm kiểu cũ có đầu ít nhọn hơn).

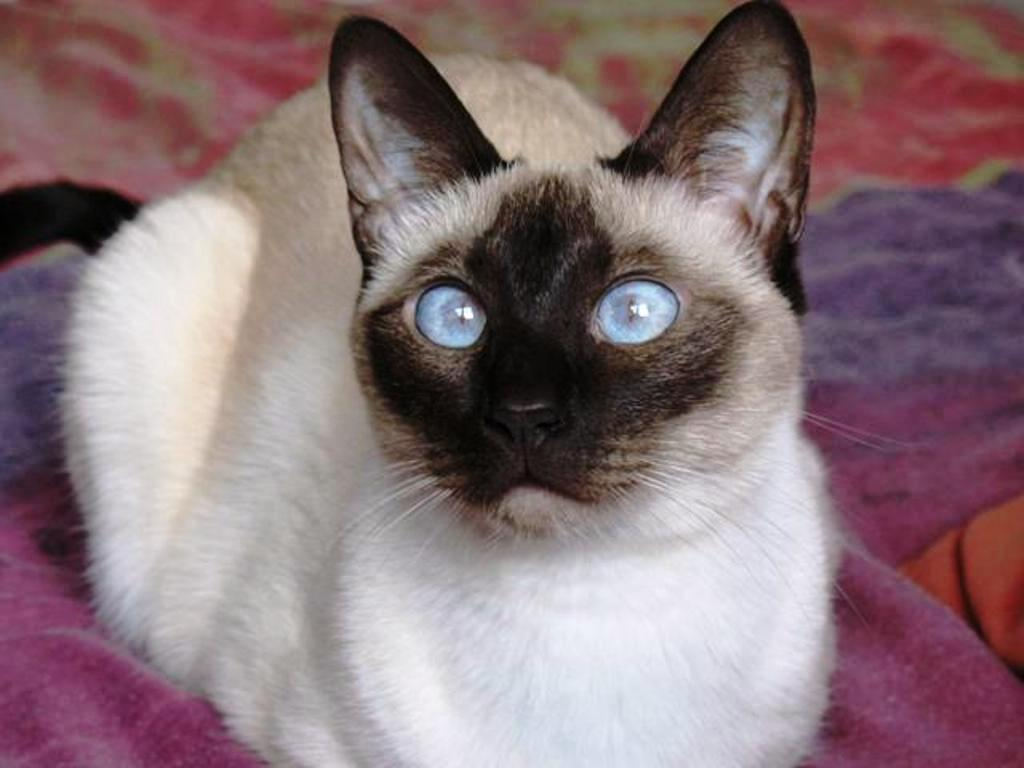
Một con mèo Xiêm kiểu truyền thống.

Hiệp hội mèo quốc tế (The International Cat Association - TICA), đã thêm một giống mèo mới vào danh sách được phép tham gia "miêu hậu": mèo Thái,, giống mèo Thái này có diện mạo khá giống với loại mèo Thaikatze ở châu Âu. Giống mèo Thái này bao hàm cả những con mèo Xiêm có diện mạo ít đặc trưng hơn và những con mèo Wichian Mat nhập từ Thái Lan. Mèo Thái cũng được công nhận bởi Liên đoàn mèo thế giới. Mèo Thái là kiểu mèo nguyên thủy nhập từ Thái Lan vào Mỹ vào ngày 3 tháng 1 năm 1879 nhằm làm quà cho đương kim Đệ nhất phu nhân Hoa Kỳ lúc đó là bà Lucy Webb Hayes.